# Rio Bararati
Rio Bararati är ett vattendrag i Brasilien.   Det ligger i delstaten Amazonas, i den centrala delen av landet, 1 500 km nordväst om huvudstaden Brasília.
I omgivningarna runt Rio Bararati växer i huvudsak städsegrön lövskog. Trakten runt Rio Bararati är nära nog obefolkad, med mindre än två invånare per kvadratkilometer.